# Maracas
Las maracas (del guaraní "mbaraka") son un instrumento idiófono y de oscilación constituido por una parte esférica hueca sostenida por un mango que la atraviesa, o está adherida a ella. En su interior se le llena con pequeños elementos de percusión. Los cuales producen sonidos al agitarlos contra la pared interna de la esfera.
Las maracas son características de la música latina. En la música popular bailable latina de influencia cubana y en el folklore llanero venezolano, así como el folklore de algunos ritmos de República Dominicana y de Puerto Rico, por lo general se encuentran en pares, una para cada mano, de ahí el término en plural "maracas".
Instrumentos similares a las maracas se han encontrado en varias partes del mundo, aunque en la América prehispánica fueron ampliamente utilizadas por las tribus indígenas principalmente del Orinoco, que las usaban con fines ceremoniales mucho antes de la llegada de los españoles, aunque normalmente no en pares.

## Etimología
En el siglo XVIII, el Padre José Gumilla en su obra «Historia natural del río Orinoco» expresó que la maraca era un vocablo de origen arahuaco. Otros autores, por su parte, opinan que es de origen guaraní, mientras que otros afirmaron que es una corrupción de la palabra de origen árabe «mitraqah» usada en países africanos con un doble significado de campana y martillo, aunque algunos autores han cuestionado el origen árabe, ya que «mitraqah» al parecer derivaría del vocablo castellano «matraca».
Pedro José Ramírez Sendoya define maraca como: Sonajero de las orquestas indias. Palabra de origen Taino-Caribe Maraka ; Campana. En lengua arawuka: Malaka. En lengua tupí Ta-Maraca ; Campanario.

### Sinonimia
En América Latina y el Caribe, el instrumento presenta una variedad de sinónimos:
- Argentina: «Maraca».
- Bolivia: «Alfandoque»,«Maraco».
- Brasil: «Adjá», «Amelé», «Canzá», «Chocalho», «Ganzá», «Maracá«, «Piano-de-cuia», «Reco-reco», «Xeque», «Xeque-xeque», «Xere», «Xique-xique».
- Colombia: «Alfandoque», «Carangano», «Chucho», «Guaché», «Guazá», «Maraco», «Maracas», «Sonaja».
- Cuba: «Batidor», «Maraca», «Maruga».
- Chile: «Huada», «Wada».
- Ecuador: «Chil-chil».
- Haití: «Tchatchá».
- México: «Ayacaztli», «Sonaja».
- Panamá: «Güiro».
- Paraguay: «Mbaracá».
- Perú: «Chil-chil».
- República Dominicana: «Maraca».
- Venezuela: «Maraca».

## Historia

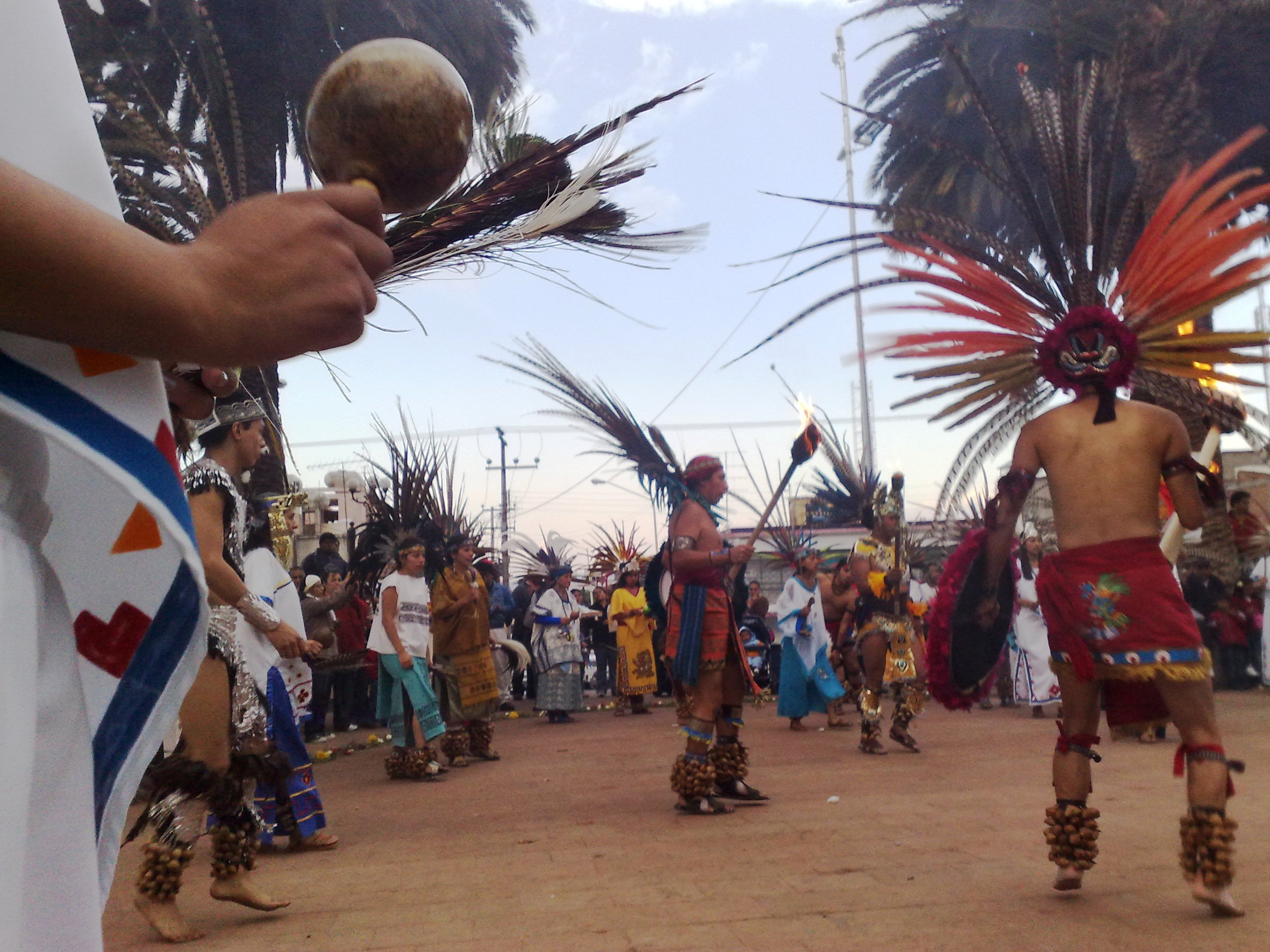
Indígenas en ritual ceremonial con maracas

Instrumentos tipo sonajero se han desarrollado en varias partes del mundo, aunque su uso más extendido se dio en África y América. Los indígenas arahuacos que habitaban en las cercanías de las riberas de los ríos Magdalena, Orinoco y Amazonas en el periodo precolombino usaban el instrumento al que llamaba «maraka».El instrumento era utilizado por diversas tribus para interpretar música, así como en rituales religiosos.
El uso y fabricación del instrumento se ha encontrado en diversos pueblos indígenas de América. En Argentina las tribus toba, Pilagás, wichís entre otros, usan la maraca. En Brasil era empleada por los indios tupinamba y en Norteamérica por los indios Maidu.Los Tainos son otros de los pueblos al que se las ha atribuido la creación de las maracas y su dispersión por el Caribe.
Incluso los indígenas americanos que eran conocidos como Hopi, del Sudoeste estadounidense, usaban maracas que eran fabricadas con base en caparazones de las tortugas y cestos.
En varias zonas de África se ha documentado el uso de instrumentos similares a la maraca, principalmente en Costa de Marfil, Dahomey y Sudán. Sus usos eran frecuentes en la música y rituales religiosos. En Asia se ha encontrado un instrumento de bronce persa similar a la maraca y en Europa algunos de barro y bronce. En Oceanía, en algunas islas de Hawái, se encuentran instrumentos similares a la maraca adornados con plumas.
En la música moderna, principalmente en África y América Latina, el instrumento se ha empleado en grupos de música popular y música académica. Entre los siglos XIX y XX se popularizó su uso en ritmos latinos como el danzón, la guaracha, el son y el joropo, y autores como Teodoro Valcárcel, Heitor Villa-Lobos y Silvestre Revueltas utilizaron las maracas en algunas de sus obras de música académica.

### Perú
Están hechas de un fruto llamado "Huingo"; su utilidad es para hacer música folclórica en la selva peruana.

### Cuba
Se han usado las maracas del tamaño mediano en todo tipo de géneros nacidos en la isla: guaracha, bolero, son montuno, rumba. De la música cubana pasó su uso a la guaracha o salsa.

### Venezuela

#### Maracas tradicionales

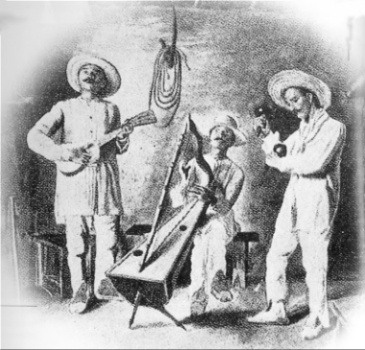
Ilustración de grupo de joropo

Están hechas del fruto de la tapara y rellenas con unas semillas llamadas capachos. Tienen su origen en las tribus indígenas principalmente del Orinoco, que las usaban con fines ceremoniales mucho antes de la llegada de los españoles, aunque normalmente no en pares.
En los llanos venezolanos se utilizan como acompañante del arpa y el cuatro en ensambles de joropo. Al que las toca se le conoce como maraquero. Pese a la simpleza del instrumento, las maracas llaneras han alcanzado una técnica impresionante de sincopados y contratiempos a gran velocidad. En algunas regiones quien las usa también suele cantar.

#### Maracas de cuero
Las maracas de cuero, que posteriormente fueron popularizadas por varios maraqueros en la música salsa y música cubana, fueron creadas por el percusionista venezolano "Pan con Queso" Landaeta.

### Colombia

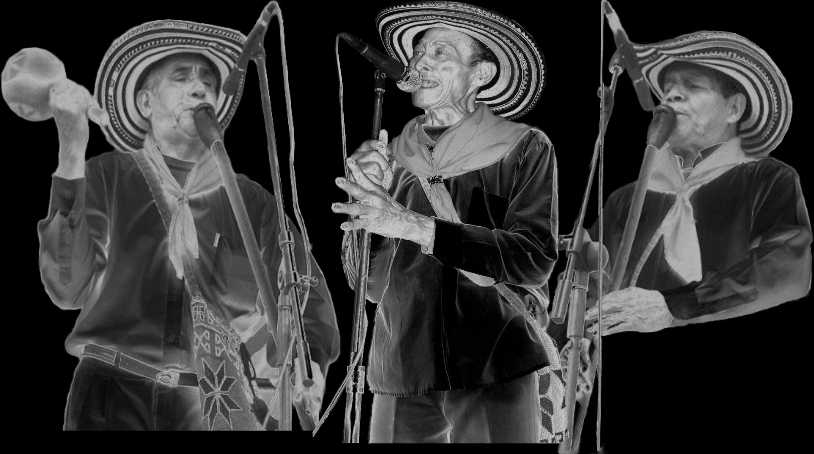
Fotografía de un grupo de cumbia

Las maracas son utilizadas en varios ritmos musicales como la cumbia, la vidita, el joropo y el cachamba, entre otros.

#### Chucho huilense
El chucho es un instrumento musical idiófono, variante de las maracas, típico de la región del departamento de Huila, y la región Andina Colombiana, tiene la forma cilíndrica, es un tubo de caña o de guadua. A una distancia de dos centímetros de las bocas del tubo se cruzan unos diez palillos o astillas de caña, paralelos al diámetro y formando una rejilla en la proximidad de cada boca. Además se cruzan unos cinco palillos a lo largo de todo el tubo. Las rejillas tienen como finalidad impedir la salida de las semillas o granos que están dentro del tubo por lo que es muy similar a las maracas. En los departamentos de Tolima y Cundinamarca, este instrumento se le llama Alfandoque.

### República Dominicana
En la República Dominicana se utilizan diferentes tipos de maracas, principalmente en ritmos tales como la Bachata, la Mangulina, la Salve, el Merengue lento y suave de principio del siglo XIX.

### Puerto Rico

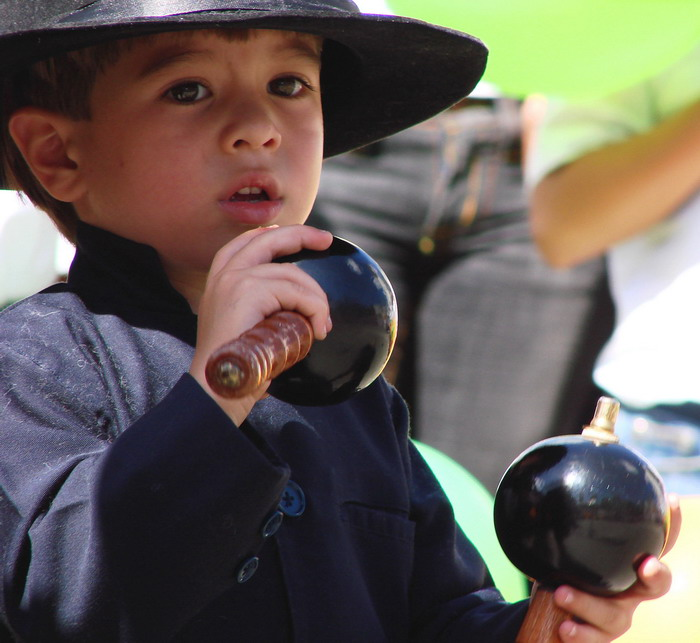
Niño con maracas

En bomba se usaba una sola maraca. Con la influencia cubana a principios del siglo XX, con géneros cubanos como guaracha, bolero y son, se extendió el uso a dos maracas. Las maracas están hechas de la fruta del árbol, los frutos, son juguete de niños común en todas partes de Puerto Rico. La fruta debe ser redonda y pequeña. Después del sacar la pulpa de la fruta a través de dos agujeros perforados en la cáscara seca, pequeños guijarros son introducidos en ella. Entonces se le encaja una manija a la cáscara de la fruta seca. Se usa una cantidad desigual de guijarros en el par que constituye las maracas, para producir su sonido distintivo.

### República Democrática del Congo
En la R. D. Congo, están los atalakus (innovación del grupo Zaïko Langa Langa en 1982), ellos animan al público cuando los cantantes principales de un grupo terminan de cantar. Usan las maracas haciendo el ritmo soukous o ndombolo.

## Lutería

### Características

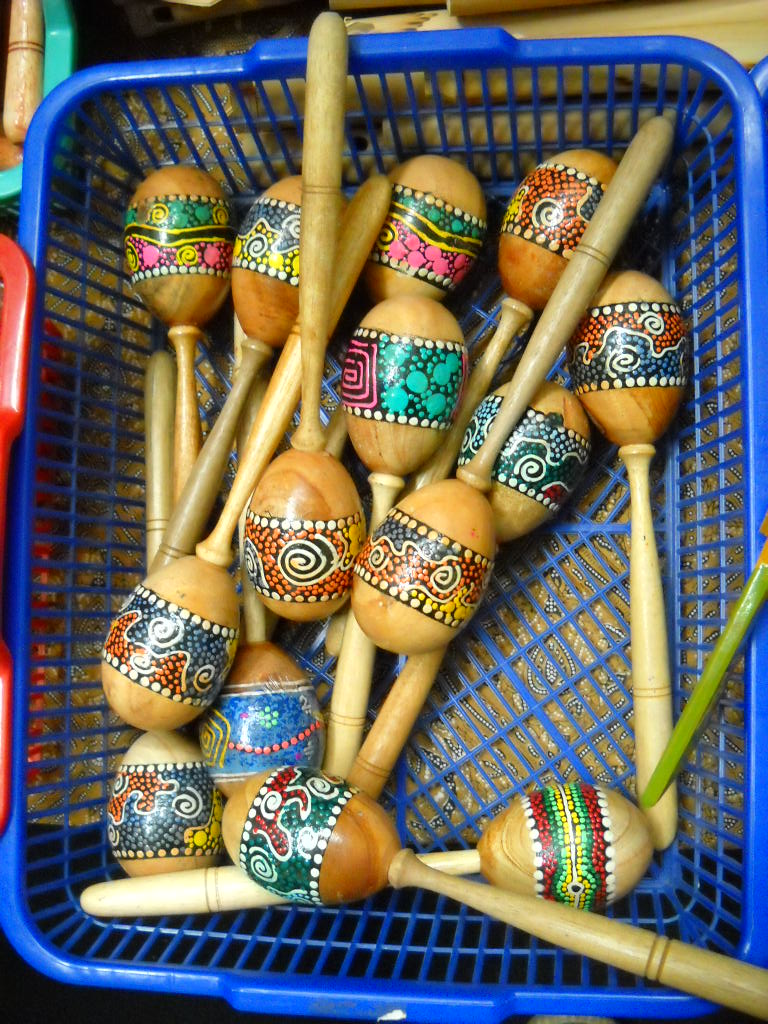
Maracas

Las maracas están compuestas por un mango para sostenerlas, un recipiente unido al mango y un relleno que genera el sonido dentro del recipiente. A lo largo de los años, dependiendo del género y sonido, ha variado el tamaño, forma del recipiente y el largo del mango, lo que provoca variaciones en la intensidad, el timbre y la calidad del sonido. Anteriormente, el diámetro del recipiente era de 12 centímetros y era atravesado por el mango, aunque en la década de 1970 se comienza a reducir a 9 con una forma esférica. En años posteriores se comenzaron a usar maracas de 5 centímetros con forma ovoidal y con el mango sin atravesar, las cuales generan un sonido más agudo.
En los llanos colombo–venezolanos se producen dos tipos de maracas, la primera las de «palo cruzado» en las cuales el mango atraviesa el recipiente y permite una ejecución más adecuada a algunos ritmos del joropo. La otra es la de «palo pegado» donde el mango se une a la parte inferior del recipiente, su forma de sujeción es diferente y son poco utilizadas en algunos géneros propios de la región.

### Material Utilizado
Algunas maracas se construyen con calabazas que son reforzadas internamente con espinas y rellenadas con pequeños guijarros, semillas u algún otro elemento y que se unen a un mango de madera. En otros lugares las calabazas son sustituidas por arcilla, cuero, madera, metal o mimbre.

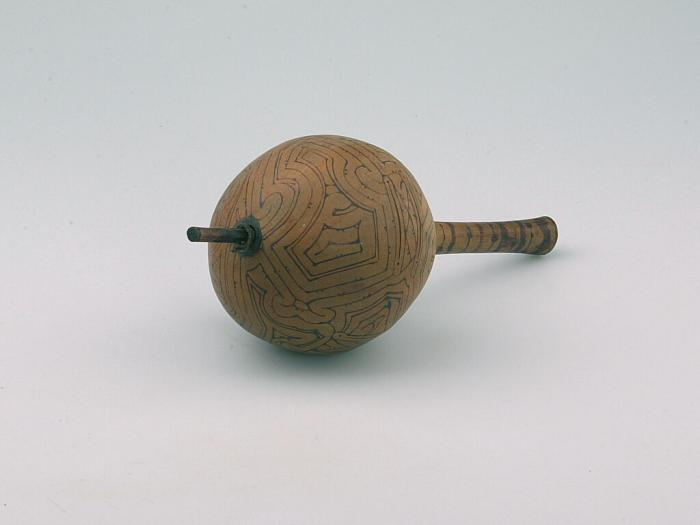
Maraca «palo cruzado»

En algunos países del Caribe se suele utilizar el fruto del árbol Crescentia cujeta para fabricar el instrumento, se procede a extraer del fruto toda la pulpa por medio de pequeños orificios para posteriormente introducir semillas y el mango.En Venezuela se suele rellenar las maracas con semillas de Achira o semillas de la planta conocida como «Espuma de Sapo».
Las maracas modernas son hechas de cuero o plástico y se rellenan de algún material para producir el sonido, es habitual que el relleno de las maracas no se da en partes iguales, una maraca tiene más relleno que la otra generando un tono diferente, siendo una aguda y la otra grave.

## Ejecución

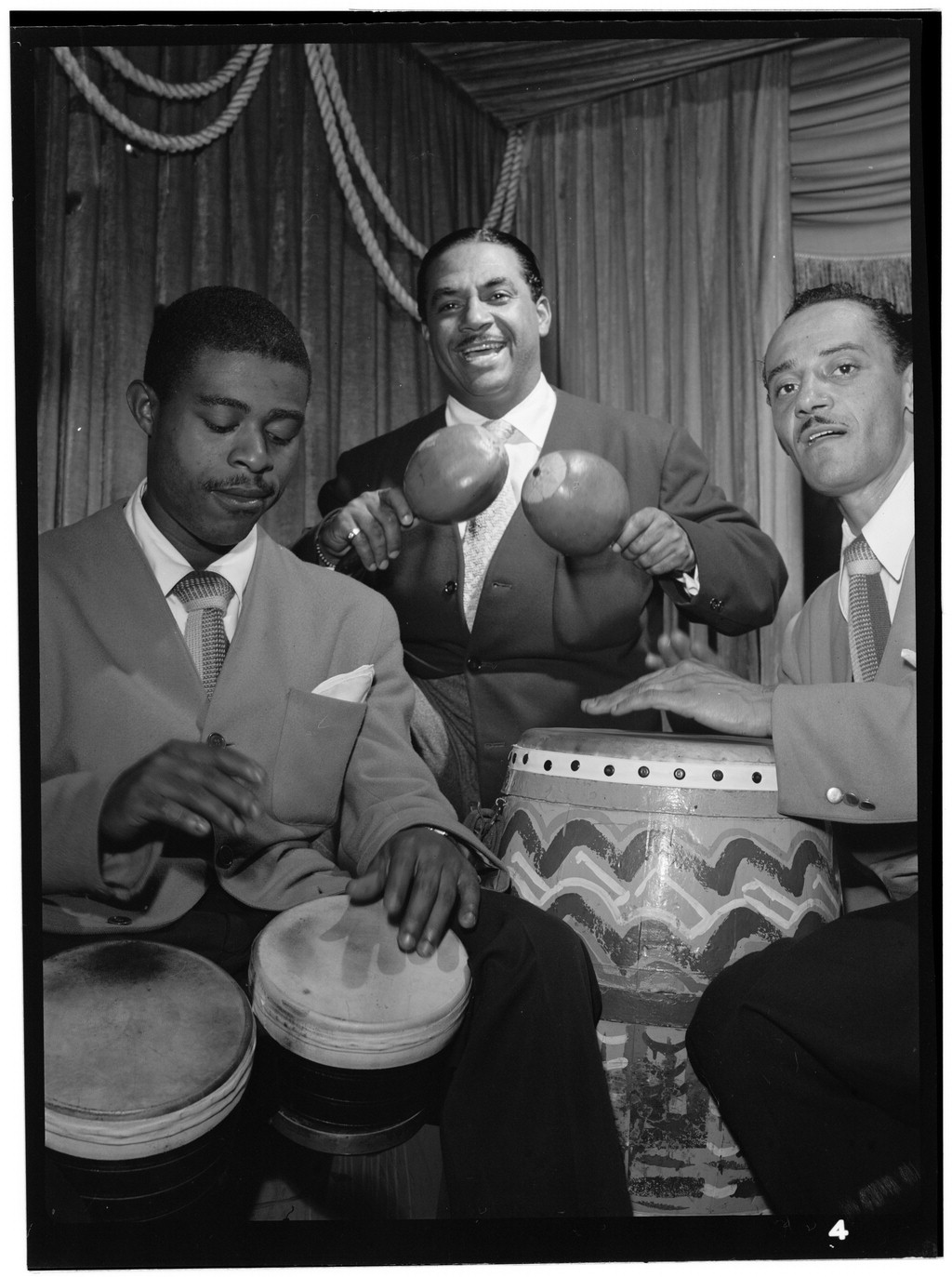
Grupo musical compuesto por Francisco Gutiérrez Grillo, José Mangual y Carlos Vidal

El método para tocar el instrumento varía dependiendo del género, en general la maraca posee dos golpes, uno fuerte y uno débil. El instrumentista sacude las maracas en dos tiempos, uno hacia el hombro y el otro hacia adelante. El primer golpe es suave y las semillas golpean la parte posterior del recipiente, mientras que el segundo, el fuerte, lanza las semillas hacia la parte anterior antes de que estas hayan caído.Esto genera un ritmo binario en donde la nota inicial es acentuada, en general anacrusa, seguida de un segundo golpe con variaciones por el choque de las semillas, produciendo un ritmo que no varía durante la canción, pero genera diversas fórmulas dependiendo de los movimientos.
En los géneros de música llanera, como el joropo, se suele tomar con la mano izquierda la maraca con sonido agudo y con la derecha la grave. Estos géneros poseen ciertos movimientos específicos para la maraca, como el «regao» en el cual por medio de un movimiento de la muñeca el relleno se desliza dentro de la maraca, provocando un sonido de resonancia similar al de un platillo.Otro movimiento es el trémolo o «floreo» donde se ejecutan repetidamente rápidos movimientos con la muñeca para golpear el relleno en ambas caras de la maraca.En algunos géneros, como ensambles de tambores africanos, la maraca es tocada por el cantante como una forma de llevar el pulso y en su ejecución se emplea solo una.

## Compositores
Algunas obras para orquesta donde se encuentran partes específicas para maracas son los conciertos para guitarra de Antonio Lauro, obras de Evencio Castellanos, «La Cantata Criolla» de Antonio Estévez, «La Fuga con Pajarillo» de Aldemaro Romero, y el «Concierto para Maracas» y la «Orquesta Pataruco» de Ricardo Lorenz.

## Intérpretes
Entre sus principales intérpretes destacan Francisco Gutiérrez Grillo,  Santana Torrealba, Máximo Teppa, Coromoto Martínez, Ernesto Laya, Gilberto Castaño, Diego Mosquera, William León, Emanuel Contreras, etc.